# Isomertieite
La isomertieite è un minerale.

## Varietà
La fengluanite è una varietà di isomertieite ricca di antimonio.